# Яте (вулкан)

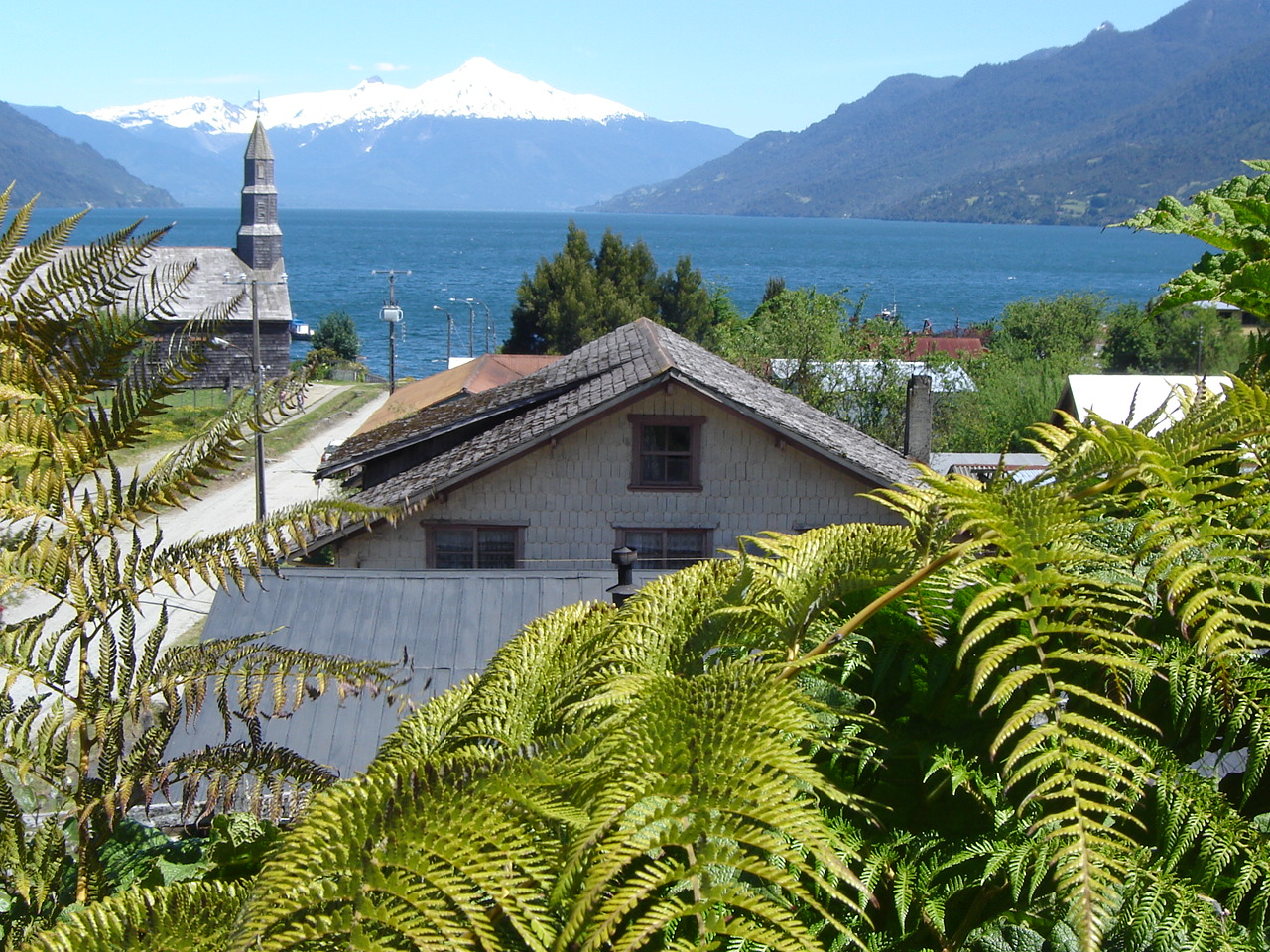
Вид на вулкан Яте з боку Кочамо

Яте (ісп. Yate) — вулкан в Патагонських Андах на території Чилі.

## Географія
Вулкан розташований південніше естуарія Релонкаві й західніше селища Кочамо у регіоні Лос-Лагос. Утворився в пізньому плейстоцені. Відноситься до стратовулканів, складний переважно базальтами і андезитами. Висота 2 187 метрів. Знаходиться на території Національного парку Орнопірен.

## Зсув 1965 року
19 лютого 1965 року зі схилу вулкана зійшов сель об'ємом від шести до десяти мільйонів кубометрів, що складався з води, каменів і льоду, і через 7,5 км обрушився в озеро Капрера. На західному кінці озера сформувалося цунамі заввишки більше 25 метрів, яке знищило прибережне селище і викликало загибель 27 осіб. Вчені вважають, що подібні зсуви повторюються приблизно кожні сто років і, що глобальне потепління може збільшити частоту зсувів.